# Sainte-Vertu
Sainte-Vertu település Franciaországban, Yonne megyében. Lakosainak száma 67 fő (2022. január 1.). Sainte-Vertu Yrouerre, Aigremont, Annay-sur-Serein, Môlay, Nitry, Noyers és Poilly-sur-Serein községekkel határos.

## Népesség
A település népessége az elmúlt években az alábbi módon változott:
| Lakosok száma | 102  | 95   | 92   | 90   | 87   | 84   | 78   | 73   | 67   |
|               | 2013 | 2015 | 2016 | 2017 | 2018 | 2019 | 2020 | 2021 | 2022 |